# 雙帶鏢鱸
雙帶鏢鱸為輻鰭魚綱鱸形目鱸亞目河鱸科的其中一種，分布於美國佛羅里達州至阿拉巴馬州的淡水流域，體長可達7.7公分，棲息在沙底質的溪流中，屬肉食性。